# フレイル (医学)
フレイル（英: frailty, frailty syndrome）とは、健康な状態と要介護状態の中間の段階の状態であり、予備能力低下により身体機能障害に陥りやすい状態のことの総称。日本では2014年に日本老年医学会より虚弱に代わる学術用語として提唱された比較的新しい用語。歴史的な経緯により概念は複数あるが大きく分けて、表現型フレイル（phenotype model）と欠損累積モデル（deficit accumulation model）の2つの概念が存在する。
高齢者の多くは（極度の高温低音、病気、怪我、あるいは薬の変更といった）各種のストレッサーに対して脆弱性が高まるとされ、人口が高齢化するにつれて、高齢者がこういったリスクに晒される要因とプロセスを理解して改善に向けた介入を行うことが、老年医学者や公衆衛生従事者の中心的な課題となっている。

## 原因

### サルコペニア
サルコペニア（ギリシャ語で「肉の貧困」を意味する）は、加齢に伴う骨格筋の量、質、および強度の退行性の喪失。筋力低下の割合は、運動レベル、併存疾患、栄養状態などに依存します。サルコペニアは、機能的状態の低下をもたらし、脱力感の増大から著しい障害を引き起こす可能性がある。筋力低下に関してはあまり分かっていないものの、筋合成シグナル伝達経路の変化に関連している。この細胞メカニズムは、サイトカインを介して筋肉が分解される悪液質のような他のタイプの筋萎縮とは異なるが、両方の状態が共存している可能性がある。

### 骨粗鬆症

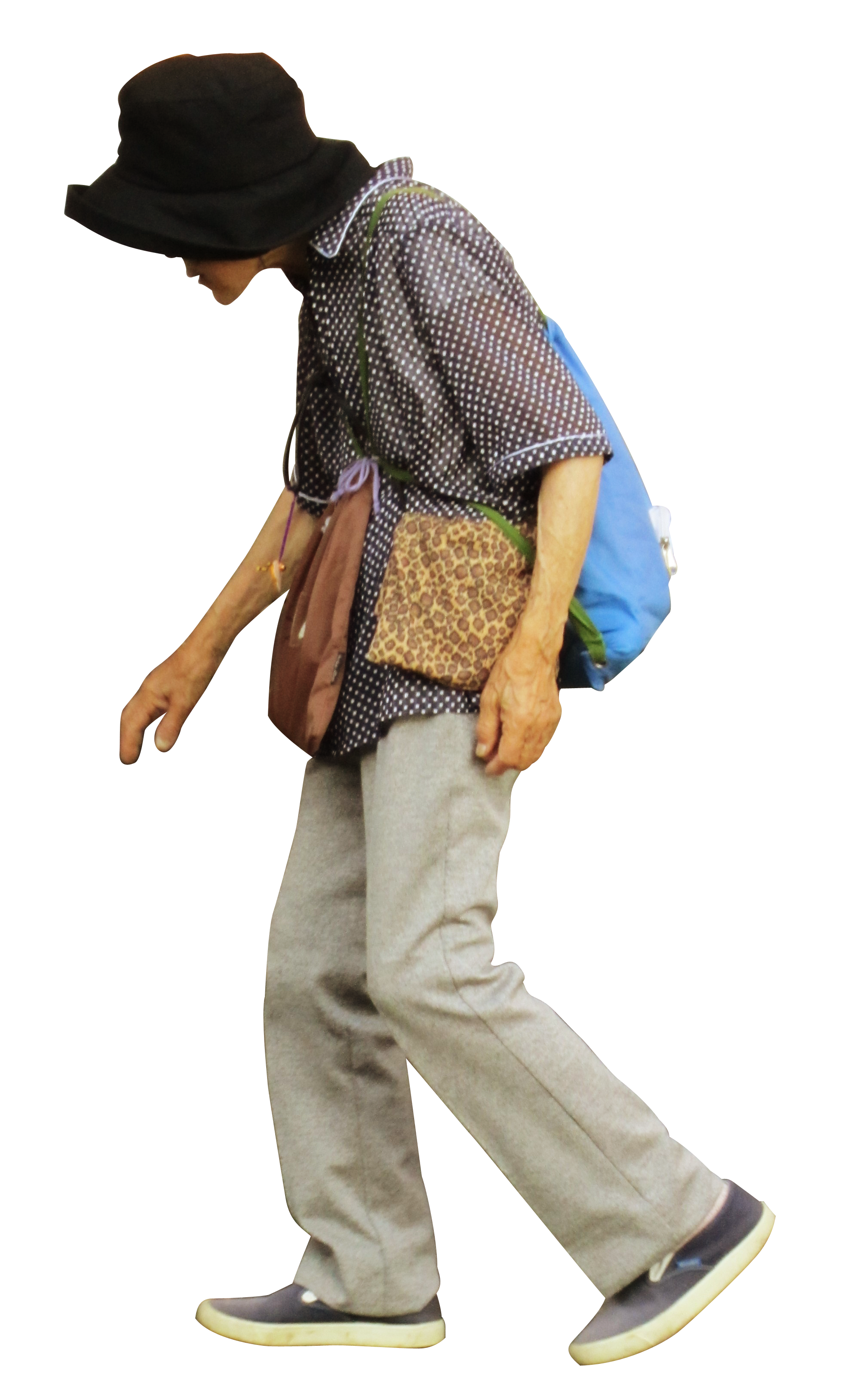
骨粗鬆症は、人によっては猫背になってしまう原因になる。

骨粗鬆症は、骨折のリスクを高める加齢性骨疾患。骨粗鬆症では、骨塩密度（BMD）が低下し、骨の微細構造が乱れ、骨に含まれるタンパク質の量と種類が変化する。骨粗鬆症は、世界保健機関（WHO）によって、女性の場合、DXA（2重エネルギーX線吸収測定法、dual-energy X-ray absorptiometry）で測定された骨量のピーク（20歳の健康な女性の平均値）を標準偏差2.5を下回る骨塩密度として定義されている。 「確立された骨粗鬆症」という用語は、脆弱性骨折の存在を含む。
骨粗鬆症は、閉経後の女性に最も生じやすく、閉経後骨粗鬆症と呼ばれるが、男性にも発症する可能性があり、特定のホルモン障害や他の慢性疾患の存在下で、または薬物療法、特に糖質コルチコイド摂取の結果として、誰にでも発生する可能性がある。この病気は、ステロイド性または糖質コルチコイド誘発性骨粗鬆症（SIOPまたはGIOP、steroid- or glucocorticoid-induced osteoporosis）と呼ばれる。骨粗鬆症は、脆弱性骨折のリスクに影響を与えることを考えると、平均余命と生活の質に大きな影響を与える可能性がある。

### 筋力低下
筋力低下は、筋倦怠感（または「筋力の欠如」）とも呼ばれ、骨格筋に力を加えることができないことを指す。脱力感は、病気の結果としての長い安静の後など、筋萎縮と活動の低下に続くことがよくある。サルコペニアの結果として、筋力低下が徐々に始まる。これは、加齢に伴う骨格筋の喪失である。

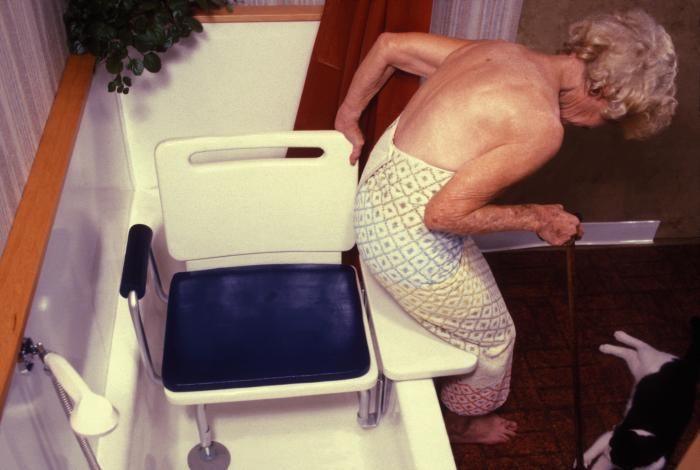
筋力低下により、浴槽に入るなどの日常的な活動が困難になる。

筋力障害の診断では、病因を特定する前に、筋力の検査がよく行われる。このような病因は、筋力低下のタイプに依存する。筋力低下は、局所的に変化するだけでなく、真実または知覚される可能性がある。真の弱さは実質的なものであり、むしろ知覚されているのは、同じタスクを行うために、より多くの努力をしなければならないという感覚である。一方、筋力低下のさまざまなトピックの場所は、中枢、神経、末梢となっている。中枢性筋力低下は全身の疲弊であり、末梢性筋力低下は個々の筋肉の疲弊である。神経衰弱はその中間に位置する。

## 機構
フレイルの生物学的基盤は多因子であり、多くの生理学的システムにわたる調節不全を伴うことが示唆されている。炎症誘発性状態、サルコペニア、貧血、同化ホルモン（アンドロゲンおよび成長ホルモン）の相対的欠乏および異化ホルモン（コルチゾール）への過剰曝露、インスリン抵抗性、血糖値、免疫機能の低下、微量栄養素の欠乏、および酸化ストレスは、それぞれ個別にフレイルの可能性が高くなる。追加の調査結果は、フレイルのリスクが、慢性疾患や年代に関係なく、非線形パターンの調節不全の生理学的システムの数とともに増加することを示しており、それ自体は比較的軽度である可能性がある個々の異常の相乗効果を示唆している。この発見の臨床的意義は、複数のシステムに影響を与える介入は、1つのシステムのみに影響を与える介入よりもフレイルの予防と治療においてより大きな相乗効果をもたらす可能性があるということである。
心血管疾患、糖尿病、慢性腎臓病、および炎症が顕著である他の疾患を含む、特定の病状間の関連も関連しており、フレイルも観察されている。いくつかの生理学的システムにわたる調節不全がフレイルの病因の根底にある限り、特定の病状は、根底にある生理学的機能および調節の障害の同時症状である可能性が高い。臨床的に測定可能な病状は、フレイルの発症前に現れるか、または捕捉される可能性がある。慢性疾患を持つ多くの個人はフレイルではないので、フレイルの病因に必要かつ十分な単一の病状はない。したがって、測定可能な疾患の存在に依存するのではなく、フレイルは生理的障害の臨界質量の発現である。

### 理論的理解
フレイルに関する最近の研究は、身体の根本的な変化とフレイルを認識可能にする症状の両方を特徴づけることを目指しています。生理学的予備力の低下と回復力がフレイルであることの本質であるということはよく同意されている。同様に、科学者たちは、フレイルのリスクが年齢や病気の発生率とともに増加することに同意している。それを超えて、脆弱性の発生は体内のエネルギー生産、エネルギー利用および修復システムの低下を伴い、多くの異なる生理学的システムの機能の低下をもたらすという理論を支持する強力な証拠が、現在はある。複数のシステムにおけるこの衰退は、健康に不可欠な通常の複雑な適応行動に影響を及ぼし、最終的には、衰弱、遅さ、活動の低下、低エネルギー、意図しない体重減少といった一群の症候群として現れるフレイルをもたらす。最も重症の場合、つまりこれらの症状が3つ以上存在する場合、その人は死亡のリスクが高くなる。

## 診断
老人性フレイル症候群は、複数の生理学的システムの調節の障害を反映していると仮定されており、生理学的課題に対する回復力の欠如、したがって一連の有害なエンドポイントのリスクの上昇を具体化している。一般的に言えば、個人の老人性フレイルの経験的評価は、最終的にはこのような評価への明確なアプローチが文献で開発されてきたが、このような特徴または関連する特徴を捉えようとしている（2011年de Vries らによる包括的なレビューを参照）。
2つの主要なアプローチについて以下で説明する。

### リンダ・フライド/ジョンズ・ホプキンズのフレイル基準
老年期フレイルの評価への一般的なアプローチは，この症候群の根底にある調節障害のあるシステムを反映していると仮定されている5つの次元の評価を包含している．これらの5つの次元は以下の通りである。
- 意図しない体重減少
- 倦怠感
- 筋力低下
- 歩きながらの遅さ
- 低レベルの活動[5]

これらの次元に対応するのは、自己報告による測定とパフォーマンスに基づく測定を組み合わせて実施される、有害な機能を示す5つの具体的な基準である。基準の少なくとも3つを満たすものは「フレイル」と定義され、5つの基準のいずれにも一致しないものは「堅牢」と定義される。この構造に関する追加的な研究は Bandeen-Roche らによって2006年に報告され、幾つかの正確な基準と手段は異なる（この対比については、論文の表1を参照）。文献上の他の研究でも、2001年のリンダ・フライドらによる一般的なアプローチが採用されているが、やはり、正確な基準とその特定の尺度は異なる場合がある。この評価アプローチは、ジョンズ・ホプキンズ大学の老化と健康に関するセンターのFriedと同僚によって開発および改良されました。このセンターには、フレイル研究に焦点を当てたジョンズ・ホプキンズクロードD.ペッパーオールドアメリカンズインディペンデンスセンターがある。

### ロックウッドのフレイル指数
老年期のフレイルの評価に対するもう一つの注目すべきアプローチは、Rockwood and Mitnitski（2007）アプローチであり、フレイルは、個人に顕在化している健康の「欠損」の数の観点から見て、虚弱性の連続的な尺度につながる（ Rockwood, Andrew, and Mitnitski （2007）を参照）。このアプローチは、ダルハウジー大学のロックウッド博士と同僚によって開発された。

### フレイルの4つの領域
BMJの記事に応えて、フレイル・モデルの4つのドメインが提案された。この概念化は、表現型モデルとインデックスモデルをブレンドするものと見なすことができる。研究者は、定期的に収集された病院データの信号についてこのモデルをテストし、その後、フレイル・モデルの開発にこの信号を使用して、ケアの3つの結果にわたって予測能力さえ見つけました。ケアホームの設定では、ある研究は、フレイルの4つの領域すべてが居住者で日常的に評価されているわけではないことを示し、フレイルは依然として主に身体的健康の観点からのみ見られる可能性があることを示唆する証拠を示している。

### SHARE Frailty Index
SHARE-Frailty Index（SHARE-FI）は、もともとRomero-Ortuno（2010）と研究者らによって、欧州における健康寿命とリタイアメントに関する調査の一環として開発された。フレイル表現型の5つのドメインで構成されている。
- 倦怠感
- 食欲不振
- 握力
- 機能障害
- 身体活動

SHARE-FI計算機は、オンラインで無料で使用できる。計算機は個人を
- フレイル
- プレフレイル
- フレイルではない/堅牢

に分類する。 SHARE-FIは、時間のかからない医療環境でのフレイルの比較的迅速な評価を提供するため、優れた臨床的有用性を備えている。

## 手術の結果
フレイルの高齢者は、術後合併症と長期ケアの必要性の重大なリスクにさらされている。フレイルは、手術や心血管系の状態に起因して発生する病的リスクや死亡リスクを2倍以上に高める。待機手術前の高齢患者の評価は、患者の回復軌道を正確に予測することができる。最も広く使用されているフレイル・スケールは5つの項目で構成されている：
- 意図しない体重減少が過去1年間で4.5kg超
- 自己申告による倦怠感
- 握力が20パーセンタイル未満
- 歩行速度の低下。4分間の歩行テストで最低人口四分位数として定義される
- 人が短い散歩をすることはめったにないような低い身体活動

健康な人のスコアは0で、非常にフレイルな人は5点。フレイルでない高齢者と比較して、フレイル・スコアが中程度（2または3）の人は、術後合併症を起こす可能性が2倍、病院で過ごす時間が50%長く、自分の家ではなく、介護施設へ退院する可能性が3倍になる。フレイルな高齢患者（スコア4または5）はさらに悪い結果をもたらし、フレイルでない高齢者の20倍の割合でナーシングホームに退院するリスクがある。

## 疫学
フレイルは一般的な老年症候群である。高齢者集団におけるフレイル体質の有病率の推定値は、有病率が推定されている設定（例えば、介護施設（有病率が高い）と地域社会（有病率が低い）、フレイル体質の定義に使用される運用上の定義など）を含む多くの要因によって異なる場合がある。フリードらによって提案された広く使用されているフレイル表現型フレームワークを使用する （2001）7〜16%の有病率の推定値は、制度化されていない、地域に住む高齢者で報告されている。
フレイルの発生は、加齢とともに徐々に増加し、男性よりも年配の女性、および社会経済的地位の低い女性に多く見られる。フレイルの高齢者は、障害、転倒、施設収容、入院、死亡などの主要な健康への悪影響のリスクが高くなる。
これまでの疫学研究により、以下を含む脆弱性の多くの危険因子が特定された。
- 心血管疾患、糖尿病、慢性腎臓病、うつ病、認知障害などの慢性疾患[34]
- 炎症や凝固系の活性化などの生理学的障害[11]、貧血[13][14]、アテローム性動脈硬化症[35]、自律神経機能障害[36]、ホルモン異常[15]、肥満[37]、男性のビタミンD欠乏症[38]、および生活空間や近隣の特徴などの環境関連の要因[39]

フレイルの潜在的に修正可能な危険因子に関する進歩は、現在、高齢者のフレイルの予防と治療を目的としたトランスレーショナルリサーチの取り組みの基礎を提供している。最近の系統的レビューでは、運動介入が筋力を高め、身体機能を改善できることがわかった。ただし、コミュニティに住むフレイルな高齢者では結果に一貫性が無い。

## 予防
- フレイル予防（東京都医師会）
- 介護予防・フレイル予防（東京都福祉局）
- フレイル対策（アクティブシニア「食と栄養」研究会）
- 働く世代からのフレイル予防（大阪府）